# 후고 테오렐
악셀 후고 테오도르 테오렐(스웨덴어: Axel Hugo Theodor Theorell, ForMemRS, 1903년 7월 6일 ~ 1982년 8월 15일)은 스웨덴의 생화학자이다. 1955년에 산화 효소의 작용 방식과 성질에 대한 연구로 노벨 생리학·의학상을 수상했다.

## 수상 경력
- 1955년 : 노벨 생리학·의학상